# Polskie Forum Ludowo-Chrześcijańskie „Ojcowizna”

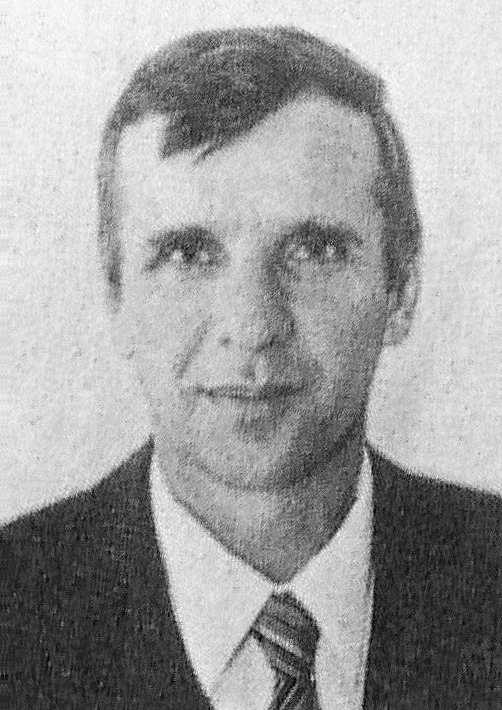
Roman Bartoszcze, założyciel i prezes PFLCh „Ojcowizna”

Polskie Forum Ludowo-Chrześcijańskie „Ojcowizna” – polska konserwatywna partia ludowa działająca w latach 1991–1997, później stowarzyszenie o charakterze politycznym.

## Historia
Ugrupowanie zostało założone przez Romana Bartoszczego, który w 1991 utracił funkcję przewodniczącego Polskiego Stronnictwa Ludowego, po czym opuścił tę formację. Liderami nowego ugrupowania byli też Stanisław Majdański i Leszek Murzyn. W Sejmie kontraktowym jego stronnicy powołali ośmioosobowy Klub Ludowo-Chrześcijański. W wyborach parlamentarnych w tym samym roku „Ojcowizna” startowała w ramach Porozumienia Obywatelskiego Centrum, wystawiając jednocześnie własną listę w jednym okręgu. Mandat posła I kadencji uzyskał tylko jej przewodniczący.
Roman Bartoszcze w trakcie kadencji przystąpił do klubu Ruch dla Rzeczypospolitej. Liderzy „Ojcowizny” nie kandydowali w wyborach w 1993. Dwa lata później w wyborach prezydenckich forum poparło Jana Olszewskiego. Nie uzyskało jednak wpływu na kształt nowej formacji byłego premiera – Ruchu Odbudowy Polski. Na skutek tego partia w wyborach parlamentarnych w 1997 przystąpiła do prawicowego komitetu Narodowo-Chrześcijańsko-Demokratyczny Blok dla Polski. Jednocześnie jeden z jej założycieli Stanisław Majdański został wybrany na senatora z ramienia AWS. Partia nie przerejestrowała się zgodnie z wymogami nowej ustawy i przestała istnieć w 1998.
W 2001 członkowie stowarzyszenia Polskie Forum Ludowo-Chrześcijańskie „Ojcowizna”, Leszek Murzyn (prezes stowarzyszenia) i Grzegorz Górniak, z listy Ligi Polskich Rodzin zostali posłami IV kadencji. Pierwszy z nich zasiadał także w Sejmie V kadencji. W 2006 Roman Bartoszcze (prezes honorowy stowarzyszenia PFLCh „Ojcowizna”, zarejestrowanego w KRS w 2004) został odznaczony Krzyżem Komandorskim Orderu Odrodzenia Polski.